# Coryneum microstictum
Coryneum microstictum är en svampart som beskrevs av Berk. & Broome 1850. Coryneum microstictum ingår i släktet Coryneum och familjen Pseudovalsaceae.   Inga underarter finns listade i Catalogue of Life.